# Сніданок на Плутоні
«Сніданок на Плутоні» (англ. Breakfast on Pluto) — комедійна драма Ніла Джордана 2005 року за однойменним романом Патрика Маккейба. Фільм було номіновано на «Золотий глобус», він брав участь у позаконкурсній програмі Берлінського кінофестивалю.

## Сюжет
Патрик Брейден прогулююється вулицями Лондона й розказує немовляті своєї подруги історію свого життя. Ця історія складається з 36 розділів.
Розділ 1. У якому мене підкидають. Жінка залишає кошик з немовлям на порозі церкви, стукає в двері й тікає. Зі слів малиновок зрозуміло, що ця жінка — колишня хатня робітниця священика Бернарда, а також вона схожа на кінозірку Мітці Гейнор.
Розділ 2. Туфлі моєї прийомної матері. Патрик примірює жіночий одяг і фарбує губи. Його застають прийомна мати і зведена сестра.
Розділ 3. Мої друзі. Патрик грається зі своїми друзями. Один з них, Девід, лякає містян у костюмі Далека.
Розділ 4. Моя мати. Містер Філі, тато одного з друзів Патрика, розповідає, як бачив Ейлі Бергін (мати Патрика) у Лондоні. На питання про зовнішність містер Філі показує журнал Picturegoer з Мітці Гейнор на обкладинці.
Розділ 5. Мій батько. Патрик знаходить чек від священика Бернарда і розуміє, що той — його батько.
Розділ 6. У якому мене неправильно зрозуміли. У шкільному творі Патрик описує історію знайомства своїх батьків в іронічно-еротичному стилі.
Розділ 7. Свята Кітен. У школі Патрик переводиться на уроки домоведення та шиє собі першу сукню.
Розділ 8. Гроші на танці. Патрик з друзями йде на танці, але його не пускають у клуб, після чого він від'їжджає з байкерами.
Розділ 9. Зоряний шлях. Байкери діляться марихуаною і пояснюють свою філософію.
Розділ 10. Зміни. На шкільному уроці сексуального виховання Патрик піднімає питання зміни статі й після скандалу тікає з дому.
Розділ 11. Могавки. Патрик мандрує з музичною групою «Могавки» й заводить романтичні стосунки із солістом Біллі Хатчетом.
Розділ 12. Моя кар'єра у шоу-бізнесі. Патрик починає виступати з групою на сцені, але це швидко закінчується через гомофобні настрої серед глядачів.
Розділ 13. Схованки. Біллі селить Патрика в трейлері у безлюдному місці. Випадково Патрик дізнається, що трейлер використовується для передачі зброї між осередками ІРА.
Розділ 14. Дуже, дуже серйозно. Лоуренс Філі, один зі шкільних друзів Патрика, помирає від бомби терористів.
Розділ 15. Глибокі води. Патрик повертається з похоронів у трейлер і, вийнявши зі схованки зброю, топить її в озері.
Розділ 16. У котрій я опиняюся не у своїй лізі. Бойовики ІРА приїжджають за зброєю, Патрик дивом лишається живим.
Розділ 17. Помста. Патрик їде до Лондону в пошуках матері.
Розділ 18. У котрій я покидаю це містечко, що роздирається розбратом і перетинаю велетенський і бурхливий океан. В адресному бюро Патрик отримує адреси жінок з прізвищем Бергін.
Розділ 19. На тій вулиці, де ти живеш? Пошук не дав результатів.
Розділ 20. Казка. На ніч Патрик залишається на дитячому майданчику, вранці його знаходять і беруть на роботу аніматором.
Розділ 21. Парфуми. Патрик піддається спробі зґвалтування, але рятується, бризкнувши парфумами в обличчя нападникові.
Розділ 22. У якому Кітен знаходить надію. Патрик знайомиться з ілюзіоністом Берті.
Розділ 23. Моя кар'єра в шоу-бізнесі. Частина друга. Берті запрошує Патріка на своє шоу, гіпнотизує його і навіює, що його мати перебуває в залі для глядачів. Патрік починає асистувати Берті на його виступах.
Розділ 24. Загадкові дами. Чарлі, шкільна подруга Патрика, застає його під гіпнозом і виводить із виступу.
Розділ 25. Революція. Чарлі повідомляє новину про свою вагітність.
Розділ 26. Аборт. Патрик супроводжує Чарлі на аборт, але вона вирішує зберегти дитину.
Розділ 27. Мої колготки! Вони порвалися. У той час як Патрик танцює, у клубі відбувається теракт.
Розділ 28. Кітен рятує світ. Патрика допитують як підозрюваного в скоєнні теракту.
Розділ 29. Камера, мила камера. Патрика нарешті відпускають.
Розділ 30. Любов — вражаючий дар. Патрик починає займатися проституцією. Одного разу в метро йому здається, що він бачить свою матір.
Розділ 31. П'ять славних дівчат — кооператив. Патрик іде з вулиць, щоб танцювати стриптиз. Отець Бернард приходить як один із клієнтів і відкриває Патрику адресу його матері.
Розділ 32. На тій вулиці, де ти живеш насправді. Патрик у вигляді службовиці телефонної компанії приходить до своєї матері.
Розділ 33. Храни мене в серці. Патрик повертається в рідне місто, щоб підтримати Чарлі перед пологами.
Розділ 34. Леді-цукерки. Місцеві мешканці незадоволені поведінкою Патрика.
Розділ 35. Святвечір. Церкву, у якій живе священик Бернард, підпалюють.
Розділ 36. Мене розриває на шматки. Чарлі та Патрик їдуть із Лондона. Чарлі народжує.

## В ролях
| Актор          | Роль                              |
| -------------- | --------------------------------- |
| Кілліан Мерфі  | Патрик (Патриція) «Кітен» Брейден |
| Ліам Нісон     | Отець Бернард                     |
| Стівен Рі      | Берті                             |
| Рут Негга      | Чарлі                             |
| Брайан Феррі   | Містер шовковий ремінь            |
| Брендан Глісон | Джон-Джо                          |
| Лоуренс Кінлан | Ірвін                             |
| Ян Харт        |                                   |

## Цікаві факти
- Прем'єра в Україні відбулася 27 липня 2006 року.
- Малиновки у фільмі цитують Оскара Уайльда.
- Пісня «The Windmills of Your Mind» у виконанні Дасті Спрингфілд стала саундтреком до трейлеру фільму.
- У фільмі можна побачити Далека — інопланетянина з науково-фантастичного серіалу Доктор Хто.
- В епізодичній ролі Mr. Silky String з'являється британський співак (екс-Roxy music) Брайан Феррі.[7]
- У цьому фільмі запропонували роль Джонатану Ріс Майерсу.[8]
- «Вулиця, на якій ти живеш» — любовний романс із к/ф «Моя прекрасна леді».

## Нагороди
Номінація на «Золотий глобус» за кращу чоловічу роль (комедія або мюзикл) (Кілліан Мерфі).

## Саундтрек
1. The Rubettes — Sugar Baby Love
2. Джо Долан — You're Such a Good Looking Woman
3. Гаррі Нілссон — You're Breaking My Heart
4. Дон Патридж — Breakfast on Pluto
5. Гаррі Нілссон — Me and My Arrow
6. Боббі Голдсборо — Honey
7. Патті Пейдж — (How Much is) That Doggy in the Window?
8. Santo & Johnny — Caravan
9. Морріс Альберт — Feelings
10. Дасті Спрингфілд — The Windmills of Your Mind
11. Гевін Фрайдей & Кілліан Мерфі — Sand (Розділ 12. Моя кар'єра у шоу-бізнесі.)
12. T-Rex — Children of the Revolution (Розділ 25. Революції.)
13. Гевін Фрайдей — Wig Wam Bam (Розділ 11. Могавки.)
14. Георг Фрідріх Гендель — Садок-Священник (англ. Zadok the Priest — антем, написаний Генделем у 1727 г. з нагоди коронації англійського короля Георга II).
15. Van Morrison — Madame George (Розділ 32. На тій вулиці, де ти живеш насправді.)
16. Van Morrison — Cyprus Avenue (Розділ 33. Храни мене в серці.)
17. The Wombles — The Wombling Song (Розділ 20. Казка.)